# 颱風瑪姬
颱風瑪姬（英語：Typhoon Maggie，國際編號：9906，聯合颱風警報中心：06W，菲律賓大氣地球物理和天文服務管理局：Etang）是1999年太平洋颱風季的第6個被命名的風暴。瑪姬與同年9月的颱風約克正面襲港，導致香港繼1964年後，35年以來首次於同年內懸掛2次九號或以上熱帶氣旋警告信號。

## 發展過程
1999年是強拉尼娜年。當年6月1日，在菲律賓以東的低壓區增強為熱帶低氣壓，初時向西北移動。翌日清晨增強為熱帶風暴，命名為瑪姬。6月2日中午，瑪姬增強為一個強烈熱帶風暴，當晚進一步增強為颱風其後它轉向西北偏西方向移動，橫過呂宋海峽北部。由於低空西南急流進入瑪姬中心,所以瑪姬在6月4日上午至6月5日徬晚達至最強（此情況和颱風泰培差不多）。其中心風力高達每小時148公里，其後逐漸減弱。瑪姬在6月6日轉向偏西的方向移動，並進入南海。6月7日凌晨瑪姬橫過大亞灣一帶，並減弱為強烈熱帶風暴，並進入香港及轉向西南移動，香港天文台一度懸掛九號信號。約清晨3時，瑪姬在香港新界西貢半島高流灣一帶登陸，風眼其後更橫過西貢北、沙田、下葵涌，並於昂船洲一帶出海，以西南偏南方向掠過大嶼山-香港島之間的海域和長洲。當日上午，瑪姬減弱為熱帶風暴，並於下午減弱為熱帶低氣壓。當天，瑪姬在廣東上川島停留，並吸收南海的低壓區重新增強為熱帶風暴，瑪姬於清晨時份轉向西北偏北移動，在上川島附近登陸，6月8日清晨減弱為熱帶低氣壓並於當日上午減弱為低壓區。

## 影響

### 菲律賓
瑪姬掠過呂宋東北部外海，受瑪姬外圍雨帶及強風影響，發生山泥傾瀉，共造成3死2傷。

### 臺灣
當地發佈之颱風警報：海上陸上颱風警報
| 彭佳嶼 · 22.3 m/s板橋 · －鞍部 · －竹子湖 · －淡水 · －基隆 · 13.9 m/s臺北 · 11.8 m/s新屋 · －新竹 · 10.6 m/s宜蘭 · 6.5 m/s蘇澳 · 13.7 m/s花蓮 · 11 m/s成功（新港） · 12.2 m/s臺東 · 7.4 m/s大武 · 12.6 m/s蘭嶼 · 31.1 m/s臺中 · 3.8 m/s梧棲 · 15.5 m/s日月潭 · －阿里山 · －嘉義 · 5.9 m/s玉山 · －臺南 · 15.7 m/s高雄 · 11.2 m/s恆春 · 19.4 m/s澎湖 · 12.5 m/s東吉島 · －金門 · －馬祖 · － 中華民國交通部中央氣象署署屬氣象測站測得最大持續風力。圖例： · 無數據 · 測得5級風或以下 · 測得6至7級風 · 測得8至9級風 · 測得10至11級風 | 彭佳嶼 · 29.8 m/s板橋 · －鞍部 · －竹子湖 · －淡水 · －基隆 · 29.5 m/s臺北 · 23.8 m/s新屋 · －新竹 · 26.2 m/s宜蘭 · 16.6 m/s蘇澳 · 25 m/s花蓮 · 16.3 m/s成功（新港） · 23.2 m/s臺東 · 18.6 m/s大武 · 25.1 m/s蘭嶼 · 41.8 m/s臺中 · 10.1 m/s梧棲 · 22.9 m/s日月潭 · －阿里山 · －嘉義 · 12.1 m/s玉山 · －臺南 · 25.5 m/s高雄 · 23.8 m/s恆春 · 42 m/s澎湖 · 24.1 m/s東吉島 · －金門 · －馬祖 · － 中華民國交通部中央氣象署署屬氣象測站測得最大陣風。圖例： · 無數據 · 測得5級風或以下 · 測得6至7級風 · 測得8至9級風 · 測得10至11級風 · 測得12至15級風 |

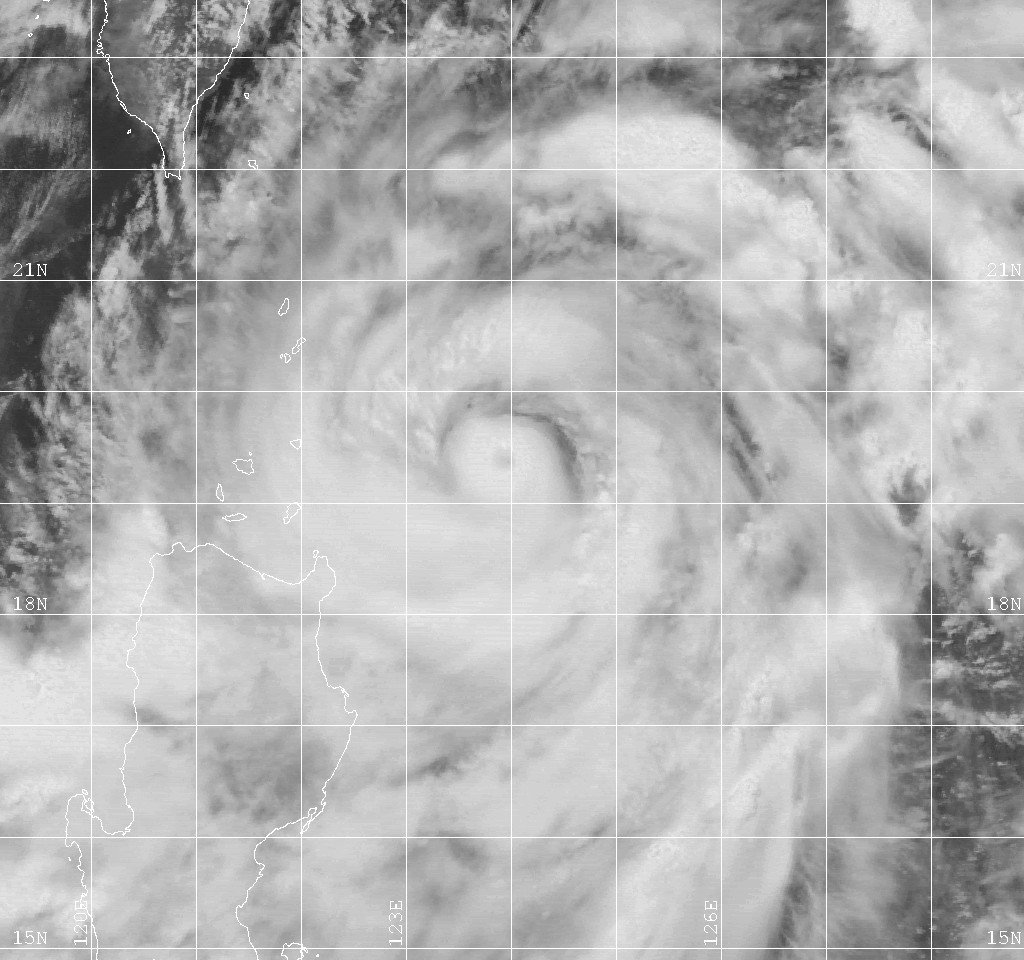
颱風瑪姬

在台灣，瑪姬造成2死5失蹤，超過10萬戶電力中斷，農作物的損失約新台幣5.96億元。

### 香港
- 當地第一次影響懸掛之最高熱帶氣旋警告信號： 九號烈風或暴風風力增強信號
- 當地第二次影響懸掛之最高熱帶氣旋警告信號： 三號強風信號
- 最接近當地時間：1999年6月7日凌晨4時
- 最接近當地位置：香港天文台總部西北約5公里（掠過香港境內，歷來第三接近天文台總部的熱帶氣旋）

隨着瑪姬進入香港800公里警戒範圍內，天文台於6月5日晚上11時45分懸掛一號戒備信號，天文台於6月6日下午2時15分改掛三號強風信號，當時瑪姬位於香港以東約420公里。香港持續受到瑪姬的外圍下沉氣流影響，天氣持續酷熱及有煙霞。
由於瑪姬繼續由東向西快速接近香港，但瑪姬環流緊密，各地風勢增強速度非常緩慢，所以瑪姬移至香港以東約150公里時，各區風勢仍然微弱。當時天文台不肯定是否需要懸掛八號烈風或暴風信號，只是在6月6日晚上10時45分表示「香港風力將會逐漸增強，晚間稍後可能需要懸掛更高信號」。在沒有發出預警下，天文台在6月7日凌晨12時30分直接懸掛八號西北烈風或暴風信號，當時瑪姬位於香港之東北偏東約110公里，但香港風勢仍然微弱和炎熱，直至改掛八號風球後一兩小時才吹起強風和下雨。由於有跡象顯示瑪姬直趨香港和海平面可能吹颶風，因此天文台在凌晨2時45分改掛九號烈風或暴風風力增強信號，當時瑪姬位於天文台總部之東北偏東約40公里，香港風力才開始達烈風程度 。瑪姬於半小時後登陸西貢並減弱為強烈熱帶風暴，因此不需懸掛十號颶風信號，但瑪姬的風眼掃過香港，天氣迅速轉壞及轉吹旋風，其中新界西北部和東部以及離岸的風力迅速增強至烈風至暴風程度，天文台在凌晨3時20分發出黃色暴雨警告信號。受副高形成的空氣牆及與南海北部之熱帶擾動所產生的藤原效應影響，瑪姬以每小時約30公里快速由東北向西南橫過香港，瑪姬於凌晨4時許最接近香港天文台總部，當時它位於天文台西北只有約5公里，是歷來第三接近天文台總部的熱帶氣旋。沙螺灣錄得最高一小時平均風速為每小時79公里。長洲、流浮山、沙螺灣、大尾篤、天星碼頭及啟德分別錄得最高一小時平均風速為每小時65、72、79、67、56及43公里，大尾篤更於凌晨3時至4時之間錄得持續風速達每小時94公里的暴風。瑪姬離開香港後，天文台在6月7日上午5時45分改掛八號東北烈風或暴風信號，當時瑪姬位於天文台總部之西南偏西約40公里。隨着瑪姬遠離並減弱為熱帶風暴，香港風勢開始緩和，天文台在上午10時30分改掛三號強風信號，當時瑪姬位於香港之西南偏西約110公里，並於下午2時45分除下所有熱帶氣旋警告信號。
瑪姬在上川島停留及與南海北部的雨帶合併，並於6月7日再次靠近香港，香港風勢在晚間再度增強。天文台6月7日晚上10時30分再次懸掛一號戒備信號。天文台於6月8日凌晨12時45分改掛三號強風信號，此時香港普遍吹起東南強風，部分地區也曾短暫出現烈風，長洲及西貢分別錄得最高一小時平均風速達每小時77及65公里，因此天文台一度表示不排除再度懸掛八號信號，但隨着瑪姬再次遠離，香港的風力有所減弱，天文台最終沒有再次懸掛八號信號，並在6月8日下午1時45分除下所有信號。
瑪姬影響香港期間，最少有5人受傷。香港錄得4宗水浸、6宗棚架倒塌及50宗大樹倒下的報告。兩艘停泊在該地區的石油運載船沉沒；一艘泊於青衣油庫附近的運油躉船在巨浪中沉沒。另一艘運載5萬公升輕質柴油的躉船在屯門碼頭附近沉沒，導致附近蝴蝶灣受到污染而封閉。瑪姬亦引致一些道路需要封閉，渡輪、巴士及空中服務受到延誤。

#### 改掛九號信號決策過程
香港電台節目《氣象萬千》採訪當時香港天文台在風暴襲港時日常工作。6月7日午夜前後，瑪姬對香港步步進逼，距離香港以東只剩下一、二百公里，香港天文台總部預報中心變得繁忙起來，各人不斷監察電腦雷達圖像。有員工一邊看雷達影像，一邊徒手繪畫瑪姬等壓線圖。天文台台長林鴻鋆與同事討論時表示若瑪姬以颱風級別在香港上空掠過，便要懸掛十號信號，天文台高級科學主任黎守德認同風眼經過香港的可能性很大，同時稱瑪姬的移動軌跡明顯會橫越吐露港（暗示有必要懸掛十號信號），惟另一高級科學主任甄榮磊隨即提出尚有少許時間觀察，因仍要知道當瑪姬掠過深圳東南面沱濘列島轉吹東南風時的最大風速，如發現風力未達颶風，便要降級為強烈熱帶風暴（即無需懸掛十號信號），台長說接着要懸掛九號信號，甄榮磊亦同意因瑪姬的中心會在香港的上空掠過，所以香港會受到暴風影響，因而需要掛九號信號。及後林鴻鋆補充因情況時常有變，不能在三小時前預計怎樣做，之後便一定要跟着做，這三小時內要不斷吸收資訊，亦需反覆問自己每個做法是否恰當，有時懸掛風球確會對市民構成不便，林鴻鋆的取捨是以市民的安全為首要考慮，在安全的情況下會考慮其他因素，但若颱風情況發展得非常快，在沒法子情況下則不能考慮其他方面，而要果斷懸掛合適風球。

### 葡屬澳門
- 當地第一次影響懸掛之最高熱帶氣旋信號： 八號西北風球 /  八號東北風球
- 當地第二次影響懸掛之最高熱帶氣旋信號： 三號風球
- 氣象站瞬間最低氣壓：971.6 hPa

當香港天文台於6月7日凌晨2時45分懸掛九號烈風或暴風風力增強信號之際，澳門氣象台仍然只懸掛一號風球，使港澳兩地一度出現3級熱帶氣旋警告的差距。隨著瑪姬在香港登陸並減弱為強烈熱帶風暴，進一步向西南移動，澳門氣象台終於在凌晨4時懸掛三號風球，及在早上6時半緊急懸掛八號西北風球，當時澳門最大風力出現早上6至7時，7時後澳門風力已減弱，氣象局於早上8時半改掛八號東北風球，並一直懸掛至中午12時才改掛三號風球。錄得的最高風速為68 km/h，陣風風速為130 km/h。

### 中國大陸
瑪姬在廣東造成4人死亡，超過3,200間房屋及120艘船隻受毀或受到破壞，直接經濟損失約為12億元人民幣。

### 越南
受其外圍環流影響，越南北部有超過100毫米的雨量，多區水浸。

## 熱帶氣旋警告使用紀錄

### 中華民國
| 中央氣象局 颱風警報 | 中央氣象局 颱風警報 | 中央氣象局 颱風警報 |
| ------------------- | ------------------- | ------------------- |
| 上一熱帶氣旋        | 海上颱風警報        | 下一熱帶氣旋        |
| 中度颱風芭比絲      | 海上颱風警報        | 輕度颱風山姆        |
| 中度颱風芭比絲      | 陸上颱風警報        | 中度颱風丹恩        |

### 香港
| 香港天文台 熱帶氣旋警告信號 | 香港天文台 熱帶氣旋警告信號 | 香港天文台 熱帶氣旋警告信號 |
| --------------------------- | --------------------------- | --------------------------- |
| 上一熱帶氣旋                | 一號戒備信號                | 下一熱帶氣旋                |
| 颱風利奧                    | 一號戒備信號                | 熱帶風暴10W                 |
| 颱風利奧                    | 三號強風信號                | 熱帶風暴10W                 |
| 強颱風肯特                  | 八號西北烈風或暴風信號      | 颱風森姆                    |
| 颱風利奧                    | 八號東北烈風或暴風信號      | 颱風尤特                    |
| 颱風利奧                    | 八號烈風或暴風信號          | 颱風森姆                    |
| 颱風維克托                  | 九號烈風或暴風風力增強信號  | 颱風約克                    |

### 葡屬澳門
| 地球物理暨氣象台 熱帶氣旋信號 | 地球物理暨氣象台 熱帶氣旋信號 | 地球物理暨氣象台 熱帶氣旋信號 |
| ----------------------------- | ----------------------------- | ----------------------------- |
| 上一熱帶氣旋                  | 一號風球                      | 下一熱帶氣旋                  |
| 颱風利奧                      | 一號風球                      | 熱帶風暴10W                   |
| 颱風寶絲                      | 三號風球                      | 颱風森姆                      |
| 颱風維克托                    | 八號西北風球                  | 颱風約克                      |
| 颱風維克托                    | 八號東北風球                  | 颱風伊布都                    |
| 颱風維克托                    | 八號風球                      | 颱風約克                      |

## 外部連結
- （英文）https://web.archive.org/web/20090826230250/http://metocph.nmci.navy.mil/jtwc.php 聯合颱風警報中心首頁
- （繁體中文）http://www.cwb.gov.tw （页面存档备份，存于） 中央氣象局首頁
- （日語）http://www.jma.go.jp/jma/index.html （页面存档备份，存于） 日本氣象廳首頁
- （英文）http://www.pagasa.dost.gov.ph/ （页面存档备份，存于） 菲律賓大氣地球物理和天文管理局首頁
- （繁體中文）http://www.hko.gov.hk （页面存档备份，存于） 香港天文台首頁
- （繁體中文）http://www.smg.gov.mo （页面存档备份，存于） 澳門地球物理暨氣象局首頁